# Journal of Applied Mathematics and Mechanics
Journal of Applied Mathematics and Mechanics is een Russisch, aan collegiale toetsing onderworpen wetenschappelijk tijdschrift op het gebied van de
toegepaste wiskunde en de
mechanica. Het bevat Engelse vertalingen van artikelen die verschenen zijn in het Russische tijdschrift Prikladnaya Matematika i Mekhanika.
De naam wordt in literatuurverwijzingen meestal afgekort tot J. Appl. Math. Mech.
Het tijdschrift is opgericht in 1958.
Het wordt uitgegeven door Elsevier en verschijnt 6 keer per jaar.